# Juan Cotumba
Juan Cotumba (Potosí, 21 de janeiro de 1980) é um ciclista boliviano.